# Zeriassa intermedia
Zeriassa intermedia är en spindeldjursart som beskrevs av Lawrence 1953. Zeriassa intermedia ingår i släktet Zeriassa och familjen Solpugidae. Inga underarter finns listade i Catalogue of Life.